# Impulsivité

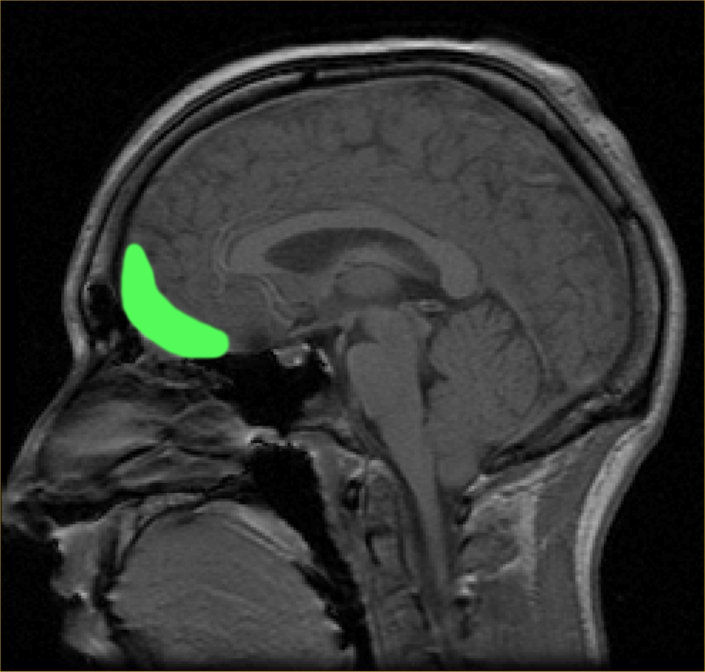
Cortex orbitofrontal, partie du cortex préfrontal.

L'impulsivité est un trait de personnalité caractérisé par un comportement direct adopté par un individu sans que celui-ci pense aux conséquences de ses actes. Le docteur Ernest S. Barratt a lié l'impulsivité à une prise de risque, un manque de planification mentale et une prise de décision rapide.

## Description
Quatre facettes complémentaires peuvent être distinguées : le manque de persévérance, l'absence de préméditation ou d'anticipation, la recherche de sensations et l'urgence face aux émotions (elle-même divisée en deux composantes : la sensibilité aux émotions positives ou négatives). L'urgence est comprise comme l'impossibilité d'inhiber une réponse dominante ou automatique, particulièrement dans des situations émotionnelles positives ou négatives, quitte à le regretter par la suite. Le manque de persévérance renvoie à la difficulté de se concentrer sur une tâche, sans être distrait ou perturbé par des pensées ou des souvenirs intrusifs. L'absence de préméditation correspond à une incapacité à prendre en compte les conséquences positives ou négatives d'une action, sur la base des émotions vécues dans une situation analogue ; et enfin la recherche de sensations se manifeste par une recherche constante d'expériences nouvelles et excitantes.
Un exemple simple et banal d'impulsivité est la réponse dite avant la fin de la question. En 2012, une version courte à 20 items de l'échelle UPPS-P (comprenant ces cinq facteurs, dont les deux formes d'urgence) a été publiée. Cette publication en langue anglaise concerne la création de cet outil en version brève auprès d'une population francophone.

## Mécanisme
L'impulsivité, souvent liée à certaines formes d'agressivité interindividuelle ou retournée contre soi, a des bases neurobiologique, notamment liées à un déficit en sérotonine. Elle peut aussi être une réponse à certaines formes de stress. L'impulsivité peut posséder des bases génétiques, variant selon le sexe, et alors être transmise. 

## Signe clinique
L'impulsivité est un comportement présent dans de nombreux troubles neuropsychiatriques incluant trouble du déficit de l'attention, trouble bipolaire, trouble du spectre de l'alcoolisation fœtale, trouble de la personnalité antisociale, trouble de la personnalité borderline et trouble de la personnalité histrionique et certaines causes de dépression et suicide,. Des niveaux anormaux de traits impulsifs peuvent être causés par des maladies neurodégénératives, un traumatisme crânien, des infections virales ou bactériennes ou neurotoxicité à la suite de l'exposition de produits chimiques. Certains traumatismes ou anomalies du cortex orbitofrontal et le gyrus frontal inférieur provoquent les traits de l'impulsivité,,, bien que certaines connexions cérébrales peuvent contribuer à de différentes manifestations de l'impulsivité.

## Problèmes sociaux et comportementaux
L'impulsivité est liée à de divers problèmes sociaux et comportementaux. Elle semble également être liée aux différentes étapes de l'abus substantiel, ; elle est également liée à l'abstinence, au sevrage et au traitement de l'abus substantiel. L'achat impulsif est un type d'impulsion désignant une décision d'achat non planifié d'un produit ou d'un service avant paiement, et il semblerait être lié à quatre-vingts pour cent des achats globaux aux États-Unis. La consommation excessive et compulsive de nourriture est également un cas d'impulsivité.
Le trouble des habitudes et des impulsions fait partie d'une classe des diagnostics DSM qui ne tombent dans aucune catégorie de troubles psychologiques dans d'autres manuels, et sont caractérisées par une extrême difficulté à contrôler ses impulsions malgré les conséquences négatives. Les individus souffrant de troubles des habitudes et des impulsions passent par cinq étapes : désir ou besoin incontrôlable, impossibilité de résister à un désir ou besoin, sens accru du désir ou du besoin, passage à l'acte, remords ou sentiment de culpabilité après le passage à l'acte. Les troubles spécifiques inclus dans cette catégorie impliquent trouble explosif intermittent, cleptomanie, jeu pathologique, pyromanie, trichotillomanie et les troubles des habitudes et des impulsions non spécifiés. Ces derniers incluent des difficultés significatives qui semblent être liées à l'impulsivité mais qui ne rencontrent aucun critère diagnostique du DSM. Des troubles comme la trichotillomanie impliqueraient une impulsivité motrice, et devraient être classifiés dans le DSM-V dans la catégorie des troubles obsessionnels-compulsifs.

## Pharmacologie
Très fréquemment, les antidépresseurs (à plus forte raison, les ISRS : la désinhibition est parfois recherchée)  peuvent engendrer l'impulsivité. Moins fréquemment, les benzodiazépines, les antipsychotiques de première génération (notamment due à l'akathisie), et les antipsychotiques atypiques (notamment aripiprazole, quétiapine, olanzapine, rispéridone). La clozapine peut engendrer un syndrome de sevrage comportant une forte agitation en cas d'arrêt brutal.
Les principaux médicaments réduisant l'impulsivité sont les thymorégulateurs antimaniaques : lithium, valproate (son efficacité est cependant discutée), carbamazépine, etc. On peut utiliser aussi du clonazépam ou une benzodiazépine apparentée ; toutes les benzodiazépines ne sont pas équivalentes. La molécule la plus spectaculairement efficace reste la clozapine, bien qu'elle soit difficile à manier. Elle est efficace même pour une impulsivité d'origine non psychotique[source insuffisante].